# پرچم دیترویت
پرچم دیترویت در ۳ فوریه ۱۹۴۸ پذیرفته شد.